# Verbascum phoeniceum
El gordolobo púrpura (Verbascum phoeniceum) es una planta de la familia de las Escrofulariáceas.

## Descripción
Planta bienal, de 30-100 cm de altura, herbácea, tomentosa de blanco por abajo, por arriba con una densa vellosidad glandulosa. Hojas alternas, las inferiores en roseta, ovales, de hasta 17 cm de largo y 9 cm de ancho, con el margen ligeramente inciso y algo curvado, glabras o escamosamente vellosas, verde oscuro. Hojas caulinares más pequeñas, sésiles, escasas. Inflorescencia normalmente en racimos simples, no ramificados. Cáliz con 5 sépalos, de hasta 8 mm de largo. Lacinnias más o menos ovales. Corola extendida en forma radial, con 5 pétalos casi igual de largos, redondeados de hasta 3 cm de ancho, violetas. 4-5 estambres con filamentos violetas lanosos. Fruto en cápsula ovalada, poliesperma, bilocular.

## Hábitat
Praderas secas, matorrales, cultivada.

## Distribución
Mediterráneo oriental, hasta Europa central y Asia.

## Taxonomía
Verbascum phoeniceum fue descrita por Carlos Linneo y publicado en Species Plantarum 1: 178–179. 1753.
Etimología
Verbascum: nombre genérico que deriva del vocablo latino Barbascum (barba), refiriéndose a la vellosidad que cubre la planta.
phoeniceum: epíteto latino que significa "de color rojo púrpura".